# Inessa Benediktowna Koslowskaja
Inessa Benediktowna Koslowskaja (russisch Инеса Бенедиктовна Козловская; * 2. Juni 1927 in Harbin; † 19. Februar 2020 in Moskau) war eine russische Neurophysiologin und Raumfahrtmedizinerin.

## Leben
Koslowskaja studierte am 1. Moskauer Medizinischen Institut (jetzt Setschenow-Universität), wo sie nach ihrer Aspirantur am Lehrstuhl für Physiologie 1954 erfolgreich ihre Kandidat-Dissertation verteidigte. Darauf begann ihre Lehrtätigkeit unter der Leitung von M. A. Ussijewitsch und Pjotr Kusmitsch Anochin.
Im Mittelpunkt der wissenschaftlichen Arbeit Koslowskajas stand die Physiologie der Bewegungen und insbesondere die Muskelphysiologie. Sie untersuchte die genauen Bewegungsabläufe bei Tieren und die Rolle der somatischen Afferenzen dabei. Mit ihren Ergebnissen konnte sie die Mechanismen der afferenten Bewegungskontrolle bestimmen, wobei sie Analogien zu den menschlichen willkürlichen Bewegungen feststellte. Ihre Untersuchungen führte sie im Rahmen eines akademischen Austauschprogramms 1966–1971 an der Rockefeller University im Labor von Neal E. Miller fort. Ihre Ergebnisse waren die Grundlage ihrer Doktorarbeit, die sie 1976 verteidigte, und wurden in der Monografie über die afferente Kontrolle der willkürlichen Bewegungen 1976 veröffentlicht.
1977 wurde Koslowskaja Laboratoriumsleiterin im Institut für Medizinisch-Biologische Probleme (IMBP), das 1963 auf Initiative Sergei Pawlowitsch Koroljows und Mstislaw Wsewolodowitsch Keldyschs als Forschungsinstitut für Raumfahrtmedizin gegründet worden war. Ihr wissenschaftlicher Lehrer war der Institutsdirektor Oleg Georgijewitsch Gasenko. Koslowskaja wurde zur Professorin ernannt. 1986 wurde sie Leiterin der Abteilung für sensomotorische Physiologie und Prävention. Mit ihren Untersuchungen zu den Bewegungsabläufen in der Schwerelosigkeit lieferte sie wichtige Beiträge zur bemannten Raumfahrt mit langen Aufenthaltsdauern. Im Rahmen des Bion-Programms organisierte sie mit ihren Mitarbeitern die Experimente mit Affen auf den Satelliten Kosmos 1514 (Bion 6, 1983), Kosmos 1659, Kosmos 1887 (Bion 8, 1987), Kosmos 2044 (Bion 9, 1989) und Kosmos 2229 (Bion 10, 1992).
Koslowskaja leitete das Programm für die internationalen neurophysiologischen Untersuchungen auf den Raumstationen Saljut 6, Saljut 7 und Mir in Zusammenarbeit mit Experten in Kuba, Indien, Bulgarien, Österreich, Frankreich, Deutschland, Kanada, Japan und den USA. Koslowskaja wurde Mitglied des Präsidiums der International Academy of Astronautics und Vorsitzende der Kommission für Lebenswissenschaft. Sie wurde ständiges Mitglied der Kommission für Gravitational Physiology der International Union of Physiological Sciences, ständiges Mitglied des Programmkomitees der Kongresse der International Astronautical Federation und arbeitete im Committee on Space Research (COSPAR) mit. Seit 1996 war sie Fakultätsmitglied der International Space University. 2000 wurde sie Korrespondierendes Mitglied der Russischen Akademie der Wissenschaften (RAN).

## Ehrungen, Preise
- Orden der Völkerfreundschaft
- Verdiente Wissenschaftlerin der Russischen Föderation
- Staatspreis der Russischen Föderation[7]
- Preis der Regierung der Russischen Föderation
- Orbeli-Preis für Evolutionsphysiologie der RAN (2013 zusammen mit Anatoli Iwanowitsch Grigorjew)[2]